# Лісківська сільська рада (Кілійський район)
Ліскі́вська сільська́ ра́да — колишня адміністративно-територіальна одиниця та орган місцевого самоврядування в Кілійському районі Одеської області. Адміністративний центр — село Ліски.

## Загальні відомості
Лісківська сільська рада утворена в 1940 році (16.05.1952).
- Територія ради: 83,19 км²
- Населення ради: 1 931 особа (станом на 2001 рік)
- Територією ради протікає річка Дунай

## Населені пункти
Сільській раді підпорядковані населені пункти:
- с. Ліски

## Населення
Згідно з переписом 1989 року населення сільської ради становило 1820 осіб, з яких 859 чоловіків та 961 жінка.
За переписом населення 2001 року в сільській раді мешкало 1912 осіб.

### Мова
Розподіл населення за рідною мовою за даними перепису 2001 року:
| Мова       | Відсоток |
| ---------- | -------- |
| українська | 74,52 %  |
| російська  | 13,78 %  |
| молдовська | 5,64 %   |
| болгарська | 3,47 %   |
| гагаузька  | 1,71 %   |
| білоруська | 0,05 %   |

## Склад ради
Рада складалася з 16 депутатів та голови.
- Голова ради: Іванова Галина Іванівна
- Секретар ради: Кожухар Наталя Іванівна

### Керівний склад попередніх скликань
| Прізвище, ім'я, по батькові  | Основні відомості                                                         | Дата обрання | Дата звільнення |
| ---------------------------- | ------------------------------------------------------------------------- | ------------ | --------------- |
| Забарний Володимир Кирилович | Сільський голова, 1953 року народження, безпартійний                      | 26.03.2006   | 31.10.2010      |
| Іванова Галина Іванівна      | Сільський голова, 1958 року народження, освіта вища, член Партії регіонів | 31.10.2010   |                 |

Примітка: таблиця складена за даними сайту Верховної Ради України

### Депутати
За результатами місцевих виборів 2010 року депутатами ради стали:

#### За суб'єктами висування
| Суб'єкт висування             | Кількість обраних депутатів | %    |
| ----------------------------- | --------------------------- | ---- |
| Партія регіонів               | 13                          | 81,3 |
| Самовисування                 | 2                           | 12,5 |
| Політична партія «Фронт Змін» | 1                           | 6,3  |

#### За округами
| № округу                      | Прізвище, ім'я, по батькові      | Дата визнання обраним | Освіта  | Партійна приналежність              | Відомості про обраного депутата                         |
| ----------------------------- | -------------------------------- | --------------------- | ------- | ----------------------------------- | ------------------------------------------------------- |
| Партія регіонів               |                                  |                       |         |                                     |                                                         |
| 1                             | Беженар Надія Михайлівна         | 05.11.2010            | середня | член Партії регіонів                | приватний підприємець                                   |
| 2                             | Лупонос Анатолій Яковлевич       | 05.11.2010            | середня | член Партії регіонів                | сільський водопровід, охоронець                         |
| 3                             | Дімова Євдокія Іллівна           | 05.11.2010            | середня | член Партії регіонів                | приватний підприємець                                   |
| 4                             | Аладишева Наталія Миколаївна     | 05.11.2010            | середня | член Партії регіонів                | Лісківська сільська рада, головний бухгалтер            |
| 5                             | Кожухар Наталя Іванівна          | 05.11.2010            | вища    | член Партії регіонів                | Ліськівська сільська рада, секретар                     |
| 6                             | Веретеніна Людмила Володимирівна | 15.11.2010            | середня | член Партії регіонів                | приватний підприємець                                   |
| 7                             | Тихонов Анатолій Петрович        | 05.11.2010            | середня | член Партії регіонів                | фермерське господарство «Тихонов», фермер               |
| 8                             | Попаз Ольга Дмитрівна            | 05.11.2010            | середня | член Партії регіонів                | Лісківський фельдшерсько-акушерський пункт, медсестра   |
| 10                            | Орлов Анатолій Валерійович       | 05.11.2010            | середня | член Партії регіонів                | Лісківська ветеринарна дільниця, завідувач              |
| 11                            | Компанієць Наталя Миколаївна     | 05.11.2010            | середня | член Партії регіонів                | Лісківський фельдшерсько-акушерський пункт, завідувачка |
| 14                            | Ростріпа Лідія Валеріївна        | 05.11.2010            | вища    | член Партії регіонів                | Лісківська загальноосвітня школа І-ІІ ст., вчитель      |
| 15                            | Бугор Вадим Олександрович        | 05.11.2010            | середня | член Партії регіонів                | приватний підприємець                                   |
| 16                            | Николенко Іван Григорович        | 05.11.2010            | середня | член Партії регіонів                | Лісківська сільська рада, інструктор зі спорту          |
| Політична партія «Фронт Змін» |                                  |                       |         |                                     |                                                         |
| 9                             | Куруч Микола Миколайович         | 05.11.2010            | середня | член Політичної партії «Фронт Змін» | приватний підприємець                                   |
| Самовисування                 |                                  |                       |         |                                     |                                                         |
| 12                            | Зенченко Наталя Дмитрівна        | 05.11.2010            | середня | позапартійна                        | Лісківська сільська рада, бухгалтер                     |
| 13                            | Русєв Захарій Іванович           | 05.11.2010            | середня | позапартійний                       | приватний підприємець                                   |